# Anna Bligh
Anna Bligh (ur. 14 lipca 1960 w Warwick) – australijska polityk, działaczka Australijskiej Partii Pracy (ALP), od września 2007 do marca 2012 roku pełniła urząd premiera Queenslandu. Była pierwszą w historii kobietą na tym stanowisku i szóstą kobietą-premier stanu lub terytorium w historii Australii. 

## Życiorys
Bligh odebrała głęboko katolickie wychowanie i jako nastolatka poważnie rozważała wstąpienie do zakonu. Jej zaangażowanie religijnie znacznie osłabło, kiedy jej równie wierząca matka została zepchnięta do roli katoliczki drugiej kategorii, po tym jak rozwiodła się ze swym mężem - alkoholikiem i patologicznym hazardzistą. Ostatecznie Anna ukończyła studia w zakresie nauk społecznych na University of Queensland. Jeszcze na studiach zaangażowała się w działalność organizacji kobiecych, walczących m.in. o prawo do aborcji, a także sprzeciwiających się publikacji magazynów z roznegliżowanymi paniami (co miało być przejawem uprzedmiotowienia kobiet).
Następnie związała swoją karierę zawodową z organizacjami niosącymi pomoc potrzebującym, m.in. dzieciom, kobietom zmuszonym do ucieczki od mężów i uchodźcom. W 1995 została po raz pierwszy wybrana do parlamentu stanowego z ramienia ALP, a trzy lata później została stanowym ministrem ds. rodzin, młodzieży, pomocy społecznej i niepełnosprawnych. Później kierowała resortami edukacji (2001-04) i sztuki (2004-05). W 2005 została ministrem finansów, rozwoju regionalnego, handlu i innowacji, a zarazem wicepremierem stanu. W 2006 do jej kompetencji dodano także resort skarbu. W 2007 ówczesny premier Peter Beattie ogłosił swoje przejście na polityczną emeryturę i wskazał Bligh na swoją następczynię. Po potwierdzeniu tej decyzji przez stanowe władze ALP, które wybrały ją na swoją liderkę, 13 września 2007 została pierwszą w dziejach stanu Queensland panią premier.
Po przegranych przez ALP wyborach stanowych w marcu 2012 opuściła urząd premiera, zrezygnowała także z kierowania stanowymi strukturami ALP oraz zasiadania w parlamencie stanowym. Ogłosiła, iż z końcem miesiąca przechodzi na polityczną emeryturę. 